# Teenage Dream
Teenage Dream je třetí studiové album americké zpěvačky Katy Perry. Vyšlo 24. srpna 2010.
První singl z alba, "California Gurls", byl vydán na 7. května 2010 se kterým jí vypomohl kalifornský rapper Snoop Dogg. Píseň se vyšplhala na vrchol v Austrálii, Kanadě, Irsku, Novém Zélandu, Velké Británii a USA. Druhý singl z alba je titulní píseň, "Teenage Dream", byla vydána 23. července 2010, a dosáhla číslo jedna v Irsku, Novém Zélandu a USA. Album debutovalo na čísle jedna v hitparádě Billboard 200 ve Spojených státech amerických, kde se prodalo 192 000 kopií v prvním týdnu.

## Seznam písní
| Pořadí | Název                               | Hudba                                              | Text                                                                  | Délka |
| ------ | ----------------------------------- | -------------------------------------------------- | --------------------------------------------------------------------- | ----- |
| 1.     | Teenage Dream                       | Dr. Luke, Benny Blanco, Max Martin                 | Katy Perry, Lukasz Gottwald, Max Martin, Benjamin Levin, Bonnie McKee | 3:47  |
| 2.     | Last Friday Night (T.G.I.F.)        | Dr. Luke, Max Martin                               | Perry, Gottwald, McKee                                                | 3:50  |
| 3.     | California Gurls (feat. Snoop Dogg) | Gottwald, McKee Dr. Luke, Benny Blanco, Max Martin | Perry, Snoop Dogg, Martin, Gottwald, McKee                            | 3:55  |
| 4.     | Firework                            | Stargate, Sandy Vee                                | Perry, Stargate, Sandy Vee, Ester Dean                                | 3:48  |
| 5.     | Peacock                             | Stargate                                           | Perry, Hermansen, Eriksen, Dean                                       | 3:51  |
| 6.     | Circle the Drain                    | Christopher Stewart                                | Perry, Christopher Stewart, Monte Neuble                              | 4:32  |
| 7.     | The One That Got Away               | Christopher Stewart                                | Perry, Gottwald, Martin                                               | 3:49  |
| 8.     | E.T.                                | Dr. Luke, Ammo, Martin                             | Perry, Gottwald, Martin, Joshua Coleman                               | 3:29  |
| 9.     | Who Am I Living For?                | Christopher Stewart                                | Perry, C. Stewart, Neuble, Brian Thomas                               | 4:09  |
| 10.    | Pearl                               | Greg Walles                                        | Perry, Greg Wells                                                     | 4:08  |
| 11.    | Hummingbird Heartbeat               | Christopher Stewart                                | Perry, Greg Stewart, Stacy Barthe, Neuble                             | 3:32  |
| 12.    | Not Like the Movies                 | Greg Wells                                         | Perry, Wells                                                          | 4:01  |

## Hitparáda
| Země (2010)            | Umístění position |
| ---------------------- | ----------------- |
| Austrálie              | 1                 |
| Rakousko               | 1                 |
| Belgie                 | 17                |
| Kanada                 | 1                 |
| Finsko                 | 8                 |
| Francie                | 3                 |
| Německo                | 5                 |
| Maďarsko               | 21                |
| Irsko                  | 1                 |
| Itálie                 | 3                 |
| Nový Zéland            | 2                 |
| Polsko                 | 7                 |
| Portugalsko            | 11                |
| Skotsko                | 1                 |
| Španělsko              | 4                 |
| Švédsko                | 11                |
| Švýcarsko              | 4                 |
| Velká Británie         | 1                 |
| Spojené státy americké | 1                 |
| Česko                  | 8                 |

## Historie vydání
| Území           | Datum Vydání   | Vydavatelství   |
| --------------- | -------------- | --------------- |
| Severní Amerika | 24. srpna 2010 | Capitol Records |
| Hong Kong       | 27. srpna 2010 | EMI Records     |
| Celosvětově     | 30. srpna 2010 | EMI Records     |
| Argentina       | 15. září 2010  | EMI Records     |